# AnimaNaturalis
AnimaNaturalis és una organització sense ànim de lucre orientada a promoure canvis socials i legislatius que s'enquadra dintre del moviment de defensa dels drets dels animals, que el seu activisme es dirigeix a favor de l'alliberament animal. Va ser fundada al març de 2003. Està distribuïda en diversos països llatinoamericans i en Espanya. Els principals temes contra els quals actuen són l'ús dels animals com menjar, en laboratoris, com vestimenta, per a l'entreteniment, en tradicions que consideren cruels i el maltractament d'animals de companyia.
El 2008, la cantant Olvido Gara Jova (Alaska) va col·laborar amb ells en la seva campanya conjunta amb PETA, posant nua per a una fotografia en la qual es denuncia el que ella considera una activitat cruel, la tauromàquia. També ha organitzat protestes contra la indústria pelletera, com Sense Pell, que va ser la protesta més massiva per aquest tema feta a Espanya. També s'ha realitzat a l'Argentina, on ha comptat amb la col·laboració de l'actriu Marcela Kloosterboer. A Xile organitzen anualment marxes en contra del maltractament sofert per novillos en el cridat rodeo xilè. Per a l'última, la del 6 de setembre de 2008 van comptar amb la col·laboració de la ballarina xilena Maura Rivera.
És de caràcter internacional i té oficines a Barcelona (Catalunya), Bogotá (Colòmbia), Buenos Aires (Argentina), Caracas (Veneçuela), Guayaquil (Equador), Lima (Perú), Logronyo (Espanya), Mèxic Districte Federal (Mèxic), Montevideo (Uruguai) i Santiago de Xile (Xile).